# Madylin Sweeten
Madylin Anne Michele Sweeten (Brownwood, Texas, 27 de junio de 1991) es una actriz estadounidense. Madylin es conocida por los papeles de Ally en Everybody Loves Raymond, Danielle en American Splendor y Becky en Eagle Eye.

## Primeros años
Sweeten nació en Brownwood, Texas, siendo la hija mayor de la unión nupcial entre Timothy Lynn Sweeten y Elizabeth Anne Millsap. Sweeten tiene dos hermanos gemelos, Sullivan y Sawyer, quienes junto a ella interpretaron a sus hermanos gemelos Geoffrey y Michael Barone en la comedia Everybody Loves Raymond. Madylin Sweeten viene de una familia de nueve hijos y los nombres del resto de sus hermanos son Claudia, Maysa, Emma, Giuliana, Elliette y Jaymeson.

## Carrera como actriz
Sweeten comenzó su carrera actoral a los 3 años, asistiendo a la Kay Scott School of Performing Arts en San Saba, Texas. Mientras asistía a la academia mencionada anteriormente, Sweeten, a los cuatro años de edad, recibió un papel en la película para televisión En memoria de Carolyn. A partir de ahí, pasó a participar de varios anuncios comerciales en la ciudad de Dallas. 
Madylin también capturó el título de Belleza universal del mundo, un título que es parte de la competición más antigua de becas para niños llamado Nuestra Little Miss. Más tarde ese mismo año, hizo una prueba para varios papeles piloto de televisión en Los Ángeles y fue descubierta por los productores de Everybody Loves Raymond, junto a sus hermanos Sawyer y Sullivan. En la exitosa serie, Sweeten interpretó a Ally Barone, la hija mayor y única hija de Raymond y Debra Barone durante nueve temporadas, comenzando en 1996 y terminando en 2005, año en que culminó la serie.
Durante el tiempo en que ha desarrollado su carrera en la televisión, Sweeten también ha participado en varias películas. Esto incluye: El Camino de Navidad, El perro de Flanders, una voz en Toy Story 2 y la película aclamada por la crítica y ganadora del Festival de Cine de Sundance en 2003, American Splendor.
En 2008, interpretó a Becky en Eagle Eye junto Shia LaBeouf, Michelle Monaghan y Billy Bob Thornton.
Desde 2013, ha hecho apariciones en varios cortos y películas independientes.

## Vida privada
Sus hobbies preferidos son el cantar y tocar la guitarra. El 23 de abril de 2015, su hermano menor, Sawyer, se suicidó con un disparo en la cabeza, en la casa de sus padres en Brownwood, Texas. Está saliendo con Michael Cera.

## Filmografía

### Cine
| Año  | Título                                   | Personaje             | Notas                                            |
| ---- | ---------------------------------------- | --------------------- | ------------------------------------------------ |
| 1996 | A Promise to Carolyn                     | Joven Debra           | Película de TV                                   |
| 1998 | The Christmas Path                       | Dora                  | Película                                         |
| 1999 | A Dog of Flanders                        | Joven Aloise          | Película                                         |
| 1999 | Toy Story 2                              | Voces adicionales     | Película                                         |
| 2001 | Ask Me No Questions                      |                       | Película de TV                                   |
| 2003 | American Splendor                        | Danielle              | Nominación - Premios Óscar de 2004               |
| 2008 | Eagle Eye                                | Becky                 | Película                                         |
| 2013 | Christmas Party Conversations: Parte II  | Chica de la fiesta #2 | Cortometraje                                     |
| 2014 | Wedding Frisk                            | Sarah                 | Cortometraje (productora ejecutiva, coguionista) |
| 2014 | Human Centipede 3 Parody with Bree Olson | Mad Doctor            | Cortometraje                                     |
| 2014 | Mommy                                    |                       | Cortometraje (productora ejecutiva)              |
| 2014 | Our Friends Are F*cking                  |                       | Cortometraje                                     |
| 2015 | Spare Change                             | Claire                | Película                                         |
| 2015 | Sam and Me                               | Lauren Frederick      | Película                                         |

### Televisión
| Año       | Título                   | Personaje         | Notas        |
| --------- | ------------------------ | ----------------- | ------------ |
| 1996–2005 | Everybody Loves Raymond  | Ally Barone       | Protagonista |
| 2013      | The Next Steps           | Denise            | 1 episodio   |
| 2013-2015 | TMI Hollywood            | Varios/Ella misma | 32 episodios |
| 2014      | The 5 Minute Sketch Show |                   | 2 episodios  |